# اليوم العالمي لمكافحة الاتجار بالأشخاص
اليوم العالمي لمناهضة الاتجار بالأشخاص (بالإنجليزية: World Day against Trafficking in Persons)‏ هو حدث للأمم المتحدة، يُقام في 30 يوليو من كل عام، أقرته الجمعية العامة للأمم المتحدة في 18 ديسمبر 2013، ويهدف إلى رفع مستوى الوعي حول حالة ضحايا الاتجار بالبشر وتعزيز وحماية حقوقهم، وكذلك تسليط الضوء على أهمية الوقاية والتعرف على الضحايا ودعمهم، ومكافحة إفلات المتاجرين بالبشر من العقاب.

## وصلات خارجية
- الموقع الرسمي.